# Ивановская волость (Псковская область)
Ивановская волость — административно-территориальная единица 3-го уровня и муниципальное образование со статусом сельского поселения в Невельском районе Псковской области России.
Административный центр — город Невель (до апреля 2015 года — деревня Иваново).

## География
Территория волости граничит на западе с Усть-Долысской и Плисской волостями, на юго-западе — с городом (городским поселением) Невель, на юге — с Артёмовской волостью Невельского района и Великолукским районом, на севере — с Новосокольническим районом.
На территории волости расположены озёра: Иван (18,0 км², глубиной до 15 м; с островами — 23,6 км²), состоящее из двух озёр — Большой Иван (15,4 км²) и Малый Иван (8,0 км²), Каратай (5,5 км², глубиной до 3,5 м), Воротно (5,0 км², глубиной до 5,8 м), Черствец или Черетвицы (2,4 км², глубиной до 25,5 м), Балаздынь (1,8 км², глубиной до 4,5 м), Воронино-Лахны или Ивановское или Козловское) (1,3 км², глубиной до 5,6 м), Верхитно (0,5 км², глубиной до 5 м) и др.

## Население
| 2002  | 2010  | 2012  | 2013  | 2014  | 2015  | 2016  |
| ----- | ----- | ----- | ----- | ----- | ----- | ----- |
| 950   | ↗1250 | ↘1224 | ↘1180 | ↘1141 | ↘1113 | ↗2083 |
| 2017  | 2018  | 2019  | 2020  | 2021  |       |       |
| ↘2040 | ↗2041 | ↘2003 | ↘1935 | ↘1874 |       |       |

Суммарная численность населения Ивановской волости с упразднённой Голубоозерской волостью, объединённых в новообразованную Ивановскую волость, по состоянию на 1 января 2015 года составляла 2062 человека.

## Населённые пункты
В состав волости с апреля 2015 года входят 117 населённых пунктов, в том числе 1 станция — Горушки — и 116 деревень:
| №   | Населённый пункт | Тип     | Население |
| --- | ---------------- | ------- | --------- |
| 1   | Авдейково        | деревня | ↘7        |
| 2   | Бараново         | деревня | ↗4        |
| 3   | Березово         | деревня | ↘3        |
| 4   | Боброво          | деревня | ↗5        |
| 5   | Бойдолово        | деревня | ↘8        |
| 6   | Борисково        | деревня | →4        |
| 7   | Боровички        | деревня | →0        |
| 8   | Бородино         | деревня | ↘0        |
| 9   | Бусулаево        | деревня | →1        |
| 10  | Васильки         | деревня | ↘13       |
| 11  | Ваулино          | деревня | ↘1        |
| 12  | Верхитно         | деревня | ↘0        |
| 13  | Власково         | деревня | ↘2        |
| 14  | Воробьёво        | деревня | ↘1        |
| 15  | Голобово         | деревня | ↘0        |
| 16  | Голодница        | деревня | ↘0        |
| 17  | Гололобы         | деревня | ↘52       |
| 18  | Голубы           | деревня | ↗6        |
| 19  | Горушка          | деревня | ↘0        |
| 20  | Горушки          | деревня | ↘3        |
| 21  | Горушки          | станция | ↘32       |
| 22  | Гостилово        | деревня | ↘8        |
| 23  | Даркино          | деревня | ↗6        |
| 24  | Дёгтево          | деревня | ↗20       |
| 25  | Друганово        | деревня | ↘1        |
| 26  | Емельяниха       | деревня | →0        |
| 27  | Ермаки           | деревня | ↘2        |
| 28  | Журы             | деревня | ↘10       |
| 29  | Заиванье         | деревня | ↘9        |
| 30  | Заньково         | деревня | ↘5        |
| 31  | Запросы          | деревня | ↘0        |
| 32  | Зуи              | деревня | ↘2        |
| 33  | Иваново          | деревня | ↘281      |
| 34  | Игнатково        | деревня | ↗15       |
| 35  | Карулино         | деревня | →3        |
| 36  | Карьер Изоча     | деревня | ↘13       |
| 37  | Кисели           | деревня | ↘0        |
| 38  | Кожемячкино      | деревня | ↗5        |
| 39  | Козлово          | деревня | ↘3        |
| 40  | Кокорево         | деревня | ↘0        |
| 41  | Колесниково      | деревня | ↗6        |
| 42  | Колки            | деревня | →16       |
| 43  | Колпино          | деревня | ↘29       |
| 44  | Коровчино        | деревня | ↘0        |
| 45  | Корсаково        | деревня | ↘6        |
| 46  | Красный Посёлок  | деревня | ↘77       |
| 47  | Кривоносово      | деревня | →0        |
| 48  | Крупевицы        | деревня | ↗82       |
| 49  | Кубланово        | деревня | ↗4        |
| 50  | Кудиново         | деревня | ↘3        |
| 51  | Куракино         | деревня | ↘21       |
| 52  | Кухарёво         | деревня | ↘71       |
| 53  | Лахны            | деревня | ↗16       |
| 54  | Лежоново         | деревня | ↘16       |
| 55  | Леонцево         | деревня | ↘3        |
| 56  | Лобачево         | деревня | ↘21       |
| 57  | Ломижено         | деревня | ↘0        |
| 58  | Макулино         | деревня | ↘1        |
| 59  | Марьино          | деревня | ↘18       |
| 60  | Мацкевичи        | деревня | ↗5        |
| 61  | Межуево          | деревня | →0        |
| 62  | Мичиновка        | деревня | ↘3        |
| 63  | Мосеево          | деревня | ↘4        |
| 64  | Новая Изоча      | деревня | ↗3        |
| 65  | Нощино           | деревня | ↘12       |
| 66  | Обухово          | деревня | ↘0        |
| 67  | Опухлики         | деревня | ↘284      |
| 68  | Опухлики-2       | деревня | ↘0        |
| 69  | Паникли          | деревня | ↘28       |
| 70  | Паново           | деревня | ↘11       |
| 71  | Пересеченки      | деревня | →0        |
| 72  | Песок            | деревня | →9        |
| 73  | Петрово          | деревня | ↘0        |
| 74  | Плескушино       | деревня | ↘3        |
| 75  | Поварни          | деревня | ↘4        |
| 76  | Подлужье         | деревня | ↘3        |
| 77  | Поздняково       | деревня | ↘7        |
| 78  | Попки            | деревня | ↘2        |
| 79  | Пруд             | деревня | ↘16       |
| 80  | Прудок           | деревня | ↘4        |
| 81  | Пукино           | деревня | ↘3        |
| 82  | Ровное           | деревня | →0        |
| 83  | Рудня            | деревня | ↘13       |
| 84  | Рыкалёво         | деревня | ↘143      |
| 85  | Сапуны           | деревня | ↘0        |
| 86  | Семёново         | деревня | ↘7        |
| 87  | Сеньково         | деревня | ↘4        |
| 88  | Сеньково         | деревня | ↘4        |
| 89  | Сереброво        | деревня | ↘21       |
| 90  | Сидорово         | деревня | ↗11       |
| 91  | Смыки            | деревня | ↗13       |
| 92  | Сорочино         | деревня | ↘9        |
| 93  | Спасс-Балаздынь  | деревня | ↘32       |
| 94  | Станки           | деревня | ↘3        |
| 95  | Станки           | деревня | →0        |
| 96  | Староселье       | деревня | ↗8        |
| 97  | Старые Караваи   | деревня | ↘2        |
| 98  | Стефаново        | деревня | ↘3        |
| 99  | Стуколово        | деревня | ↗22       |
| 100 | Сушнево          | деревня | ↘0        |
| 101 | Сыроквашино      | деревня | ↘60       |
| 102 | Татырино         | деревня | ↘21       |
| 103 | Тетерьки         | деревня | →2        |
| 104 | Точино           | деревня | ↘0        |
| 105 | Трушково         | деревня | ↘7        |
| 106 | Урывково         | деревня | ↘9        |
| 107 | Червяцово        | деревня | →2        |
| 108 | Череухино        | деревня | ↘5        |
| 109 | Черноносы        | деревня | ↘6        |
| 110 | Чернуха          | деревня | ↘91       |
| 111 | Чижевщина        | деревня | ↘236      |
| 112 | Чупрово          | деревня | ↗8        |
| 113 | Чупрово          | деревня | ↘0        |
| 114 | Шапчино          | деревня | ↘5        |
| 115 | Шарино           | деревня | ↗10       |
| 116 | Шишкин Бор       | деревня | →12       |
| 117 | Щербино          | деревня | ↘224      |

## История
Постановлением Псковского областного Собрания депутатов от 26 января 1995 года все сельсоветы в Псковской области были переименованы в волости, в том числе Ивановский сельсовет был превращён в Ивановскую волость с центром в деревне Иваново.
Законом Псковской области от 28 февраля 2005 года в границах Ивановской и упразднённой Щербинской волостей было также создано муниципальное образование Ивановская волость со статусом сельского поселения (с центром в деревне Иваново) с 1 января 2006 года в составе муниципального образования Невельский район со статусом муниципального района.
В состав Ивановской волости с января 1995 до апреля 2015 года входило 80 населённых пунктов, в том числе 79 деревень — Авдейково, Бараново, Березово, Бойдолово, Борисково, Боровички, Бусулаево, Ваулино, Верхитно, Власково, Воробьево, Голобово, Голодница, Голубы, Горушка, Горушки, Дёгтево, Друганово, Емельяниха, Заиванье, Заньково, Запросы, Иваново, Игнатково, Карьер-Изоча (Изоча, Карьер), Карулино, Кожемячкино, Козлово, Колки, Кокорево, Колесниково, Колпино, Коровчино, Корсаково, Кривоносово, Кубланово, Кудиново, Куракино, Кухарево, Лахны, Лежоново, Лобачево, Макулино, Марьино, Мацкевичи, Мичиновка, Нощино, Обухово, Паново, Пересеченки, Песок, Петрово, Плескушино, Поварни, Поздняково, Попки, Пруд, Пукино, Ровное, Рыкалево, Сапуны, Сеньково, Сереброво, Сорочино, Станки, Староселье, Старые Караваи, Стефаново, Сушнево, Сыроквашино, Татырино, Тетерьки, Точино, Трушково, Червяцово, Чупрово, Шапчино, Шарино, Щербино, — а также 1 станция — Горушки.
Законом Псковской области от 30 марта 2015 года в состав Артёмовской волости 11 апреля 2015 года была включена упразднённая Голубоозерская волость, при этом центр укрупнённой волости был перенесён из деревни Иваново в город Невель.